# Championnats d'Europe de tennis de table 2007
Navigation
Édition précédente Édition suivante
Les championnats d'Europe de tennis de table 2007, vingt-sixième édition des championnats d'Europe de tennis de table, ont lieu du 25 mars au 1er avril 2007 à Belgrade, en Serbie.
L'Allemand Timo Boll s'impose en simple et en double, associé à Christian Süss.